# Fushë-Kuqë
Fushë-Kuqë is een plaats en voormalige gemeente in de stad (bashkia) Kurbin in de prefectuur Lezhë in Albanië. Sinds de gemeentelijke herindeling van 2015 doet Fushë Kuqe dienst als deelgemeente en is het een bestuurseenheid zonder verdere bestuurlijke bevoegdheden. De plaats telde bij de census van 2011 5460 inwoners.